# Hệ thống phòng thủ tên lửa quốc gia Hoa Kỳ

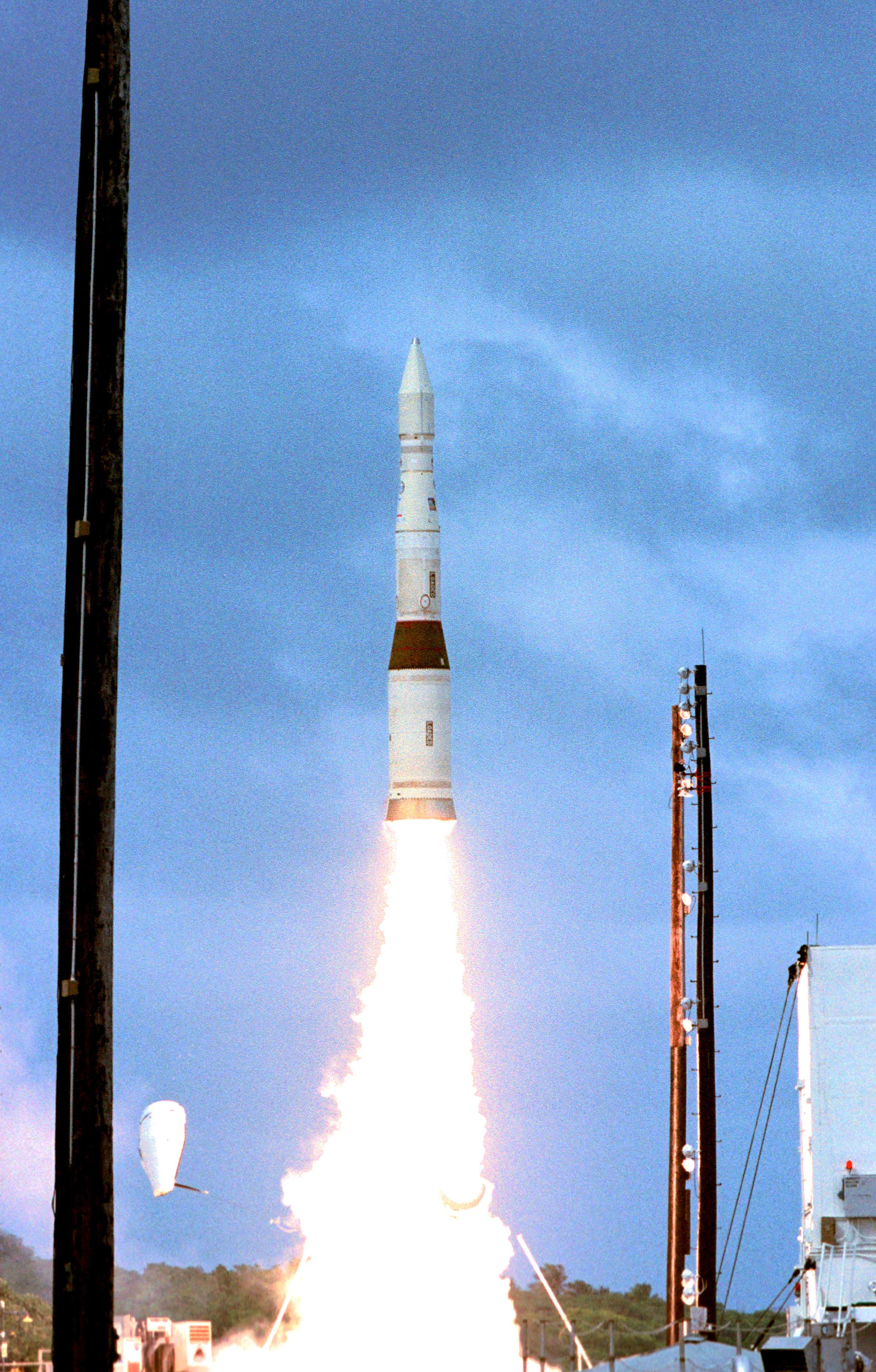
A payload launch vehicle carrying a prototype exoatmospheric kill vehicle is launched from Meck Island at the Kwajalein Missile Range on 3 tháng 12 năm 2001, for an intercept of a ballistic missile target over the central Pacific Ocean

Phòng thủ tên lửa quốc gia (tiếng Anh: National Missile Defense - NMD) của Hoa Kỳ là các hệ thống liên hợp chiến lược của quân đội để bảo vệ đất nước, chống lại sự thâm nhập của các loại tên lửa đạn đạo liên lục địa. Các tên lửa có thể bị chặn bằng các tên lửa khác hoặc cũng có thể bằng kỹ thuật laze. Chúng có thể bị chặn ở gần bệ phóng, trong giai đoạn bay ngoài tầm khí quyển hoặc ở giai đoạn cuối đi vào Trái Đất.
Vai trò của việc phòng thủ chống lại các tên lửa mang đầu đạn hạt nhân là một chủ đề quân sự và chính trị nóng bỏng trong một vài thập kỷ qua. (Xem thêm Chiến lược hạt nhân, Cơ sở phòng thủ tên lửa và Tên lửa chống tên lửa đạn đạo.)

## Lịch sử của NMD
Vào cuối thập niên 1950, chương trình Nike-Zeus đã đầu tư vào việc sử dụng dự án Nike để chặn lại các tên lửa đạn đạo liên lục địa của Liên Xô. Một đầu đạn Nike sẽ nổ ở độ cao lớn (trên 100 km) trên tầng khí quyển, ở lân cận một tên lửa đang lao đến của Liên Xô. Trong khi kỹ thuật về rốc két đưa đến một vài hy vọng cho việc giải quyết được, vấn đề của việc làm thế nào để xác định nhanh chóng và theo dõi tên lửa đang đến đã tỏ ra vô cùng khó khăn, đặc biệt là phân biệt được với sự bay của những loại giả như những cái bẫy hoặc các vật vô giá trị. Dự án Nike đã bị dừng lại từ năm 1961.

### Phương án phòng thủ
Tên lửa Nike-Zeus sử dụng đầu đạn hạt nhân là thiết thực, tạo ra sự hiệu quả của việc ứng dụng khoa học công nghệ vào tên lửa. Tuy nhiên, nó cũng có những hạn chế đáng kể về mặt kỹ thuật, đó là khả năng gắn kết với các radar phòng thủ theo một chuỗi. Mặt khác, việc làm nổ một đầu đạn hạt nhân trên lãnh thổ của các nước thân cận (dù ở trên không trung) không phải là điều lý tưởng. Vào thập niên 1960, các khái niệm về "phương án phòng thủ" và "tên lửa đạn đạo cho việc chặn đứng" là các ý tưởng đã thay thế cho các tên lửa Nike phóng từ đất liền bằng tên lửa được phóng từ các trạm vệ tinh. Thay cho các đầu đạn hạt nhân của tên lửa Nike, các tên lửa BAMBI sẽ sử dụng một mạng lưới dây khổng lồ được thiết kế để vô hiệu hóa các tên lửa đạn đạo liên lục địa (ICBM) của Liên Xô ngay ở đầu giai đoạn phóng ("pha đẩy"). Chưa có giải pháp cho vấn đề làm thế nào để bảo vệ các trạm vệ tinh chống lại sự tấn công của đối phương, tuy nhiên chương trình đã bị dừng lại từ năm 1968.

### Hiệp ước ABM
Các vấn đề trên đã đưa Hoa Kỳ và Liên Xô tới việc cùng ký Hiệp ước ABM vào năm 1972. Theo hiệp ước này và các điều đã được sửa đổi vào năm 1974, mỗi nước chỉ được phép triển khai một hệ thống ABM đơn, chỉ với 100 (đầu đạn) đánh chặn để bảo vệ một mục tiêu đơn. Xô viết triển khai hệ thống A-35, sử dụng một tên lửa có tên Galosh, thiết kế để bảo vệ Moskva. Hoa Kỳ triển khai Safeguard để bảo vệ các trạm phóng tên lửa đạn đạo ở căn cứ không quân Grand Forks, phía bắc Dakota vào năm 1975. Hệ thống Safeguard chỉ hoạt động trong một thời gian ngắn. Hệ thống của Nga (hiện nay được gọi là A-135) đã được cải tiến và vẫn được hoạt động ở xung quanh Moskva.

## Chương trình NMD hiện tại

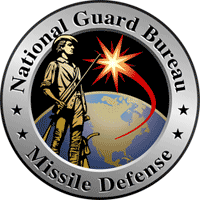
Biểu tượng của sư đoàn phòng thủ trong lực lượng Bảo vệ Quốc gia Hoa Kỳ